# Jorcas
Jorcas (aragónul Exorcas) település Spanyolországban, Teruel tartományban. Jorcas Ababuj, Allepuz, Aguilar del Alfambra, Camarillas, Miravete de la Sierra és Villarroya de los Pinares községekkel határos. Lakosainak száma 39 fő (2024).

## Népesség
A település népessége az utóbbi években az alábbiak szerint változott:
| Lakosok száma | 46   | 39   | 46   | 42   | 41   | 37   | 32   | 30   | 36   | 39   |
|               | 2001 | 2004 | 2007 | 2009 | 2012 | 2014 | 2017 | 2019 | 2022 | 2024 |